# Igreja de São Tiago (Great Packington)

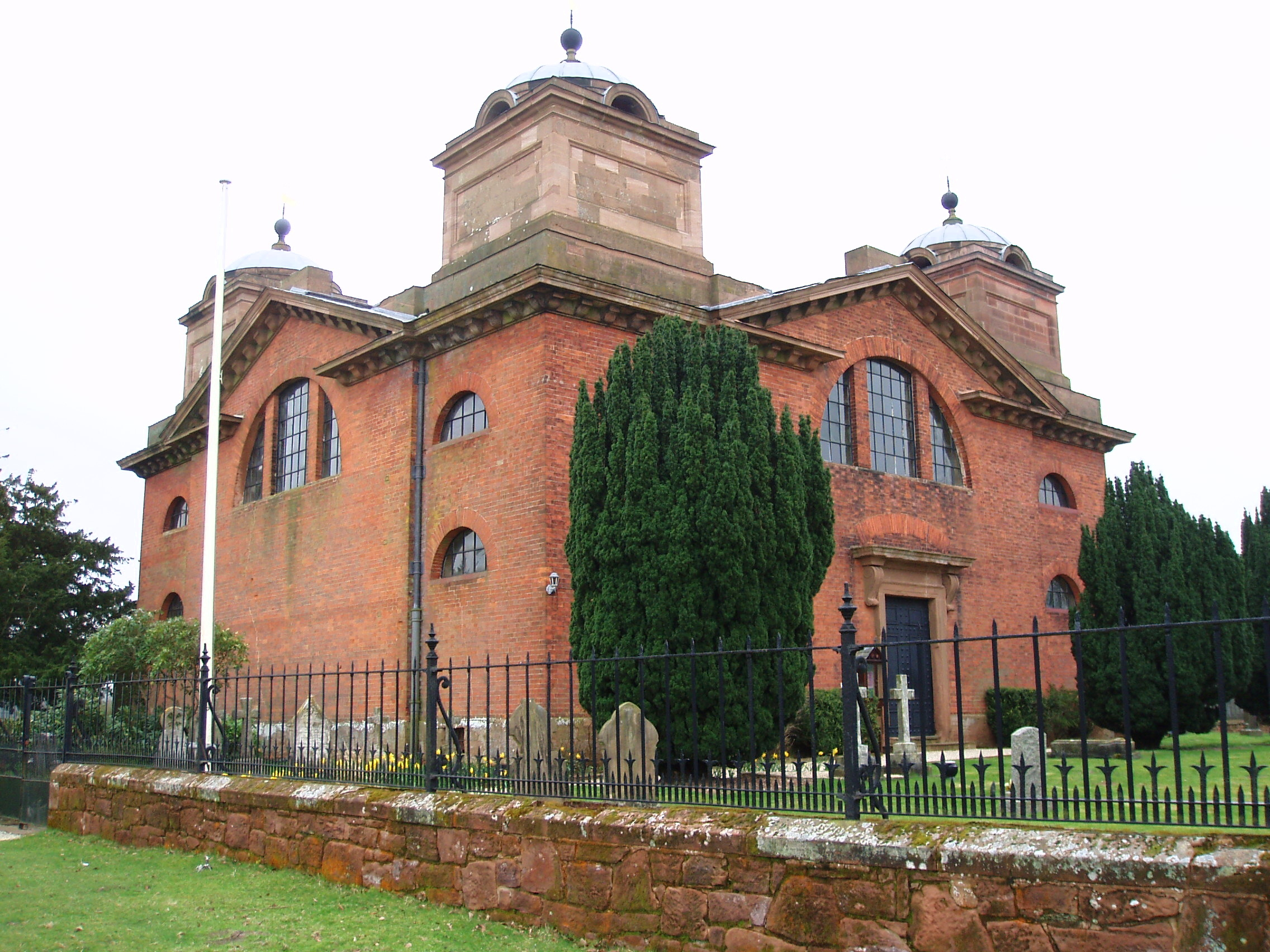
Igreja de São Tiago (foto de 2008)

A Igreja de São Tiago é uma capela do século XVIII situada no terreno de Packington Hall, perto de Meriden, Warwickshire, na Inglaterra. É um edifício listado como Grau I.
A igreja foi construída em 1789 segundo um projecto do arquitecto Joseph Bonomi para o conde de Aylesford como uma capela particular da família. Diz-se que comemora a recuperação de George III da insanidade.
Abriga um órgão construído por Thomas Parker, conforme especificações delineadas por Handel em 1749, para o seu libretista Charles Jennens. A casa de Jennens, Gopsall Hall, não sobreviveu, mas o órgão passou para os seus parentes, os Condes de Aylesford.